# Chiho Aoshima
Pour les articles homonymes, voir Aoshima.
Chiho Aoshima (青島 千穂), née en 1974 à Tokyo, est une artiste contemporaine japonaise  appartenant au collectif d’artistes Kaikai Kiki, collectif qui s’est constitué autour de Takashi Murakami.

## Biographie
Aoshima est diplômée en économie de l’Université Hōsei de Tokyo.
Chiho Aoshima a commencé sa pratique artistique dans les années 1990, puis elle a pris de l'importance avec ses débuts au niveau international par son travail au rendu numérique dans la célèbre exposition « Superflat », qui s'est tenue au Museum of Contemporary Art de Los Angeles en 2001. Elle s'y trouvait représentée parmi les autres membres du collectif Kaikai Kiki. Elle a poursuivi sa carrière au sein de ce collectif, dont le fondateur est Takashi Murakami.

## Commentaires sur son œuvre
Chiho Aoshima appartient au collectif d’artistes Kaikai Kiki, fondé par Takashi Murakami. La première exposition de groupe de renom international a eu lieu au MOCA de Los Angeles en 2001 : Superflat. Comme les autres artistes de ce collectif, son imaginaire graphique est inspiré des mangas, de l’animation et de la culture pop japonaise. 
Artiste autodidacte, elle commence par un travail d'infographiste et modèle ses œuvres sur Illustrator. Elle commence par faire imprimer ses œuvres au format mural du lieu d'exposition (depuis les murs d'appartement ou de galerie, jusqu'aux murs des stations de métro) sur papiers, cuirs et surfaces plastiques pour varier les textures. Elle crée également des animations et des installations vidéo mettant en mouvement ses images bidimensionnelles mais aussi des sculptures. Elle pratique aussi le dessin, l'aquarelle et la céramique.
Son œuvre met en scène des personnages qui semblent sortis de l'univers des Yōkai japonais, des esprits qui hantent les cimetières. Elle construit un univers vivement coloré, sophistiqué aux effets caractéristiques du logiciel Illustrator. Ses références sont à la fois celles de la peinture japonaise traditionnelle nihonga, son application aux arts décoratifs de l'ère Meiji, comme la céramique, c'est aussi par référence à l'estampe de l'ukiyo-e et à celle d'Hokusai en particulier. Cela se manifeste dans son travail du trait, la stylisation des éléments naturalistes, le goût du détail, le jeu des a-plats ou des tons dégradés réguliers suivant la tradition de la peinture à l'encre sur soie et de l'estampe japonaise sur bois. 
Profondément influencée par les croyances religieuses et culturelles japonaises, son travail est enraciné dans le shintoïsme, le folklore et, donc, comme on vient de le voir dans les traditions historiques de l'art japonais, qu'elle interprète dans un contexte contemporain pour exprimer son point de vue sur l'avenir, la coexistence de l'humanité avec la nature et les réalités de notre monde en mutation rapide.

## Expositions
2021
- Healing, Perrotin, Shanghai, China

...
2010
- Kyoto-Tokyo : From Samurais to Mangas, Grimaldi Forum, Monaco

2009
- Vraoum, La Maison Rouge, Paris
- Wonderland through the Looking Glass, Kunsthal KAdE, Amersfoort, Pays-Bas

2008
- Terror and seduction, Foundation Joan Miro, Barcelone
- Re-Imagining Asia, Haus der Kulturen der Welt: The House of World Cultures (HKW), Berlin

2007
- Land of the Samurai, Aberdeen Art Gallery, Aberdeen, Ecosse
- Disorder in the House, Vanhaerents Art Collection, Bruxelles

2006
- Baltic Centre for Contemporary Art, Gateshead
- Chiho Aoshima, Musée d’Art Contemporain, Lyon
- Gloucester Road Subway Station Installation, Platform for Art, Londres
- Human Land, Palais des Beaux-Arts de Lille, Lille
- Berlin-Tokyo, Tokyo-Berlin, Neue Nationalgalerie, Berlin
- Painting Codes, Galleria Comunale d’Arte Contemporanea, Rome

2004
- Eijanaika! Yes Future! Lambert Collection, Avignon
- Art Unlimited, Basel Art Fair, Basel, Suisse

2003
- Galerie Emmanuel Perrotin, Paris

2002
- Fiac, Paris, France
- Chiho Aoshima, Aya Takano (en), Mr., Takashi Murakami, Galerie Emmanuel Perrotin, Paris
- Coloriage, Fondation Cartier pour l’art contemporain, Paris
- Liverpool Biennial 2002, Tate Liverpool, Liverpool